# Wackersleben
Wackersleben este o comună din landul Saxonia-Anhalt, Germania.